# Bellona (istennő)

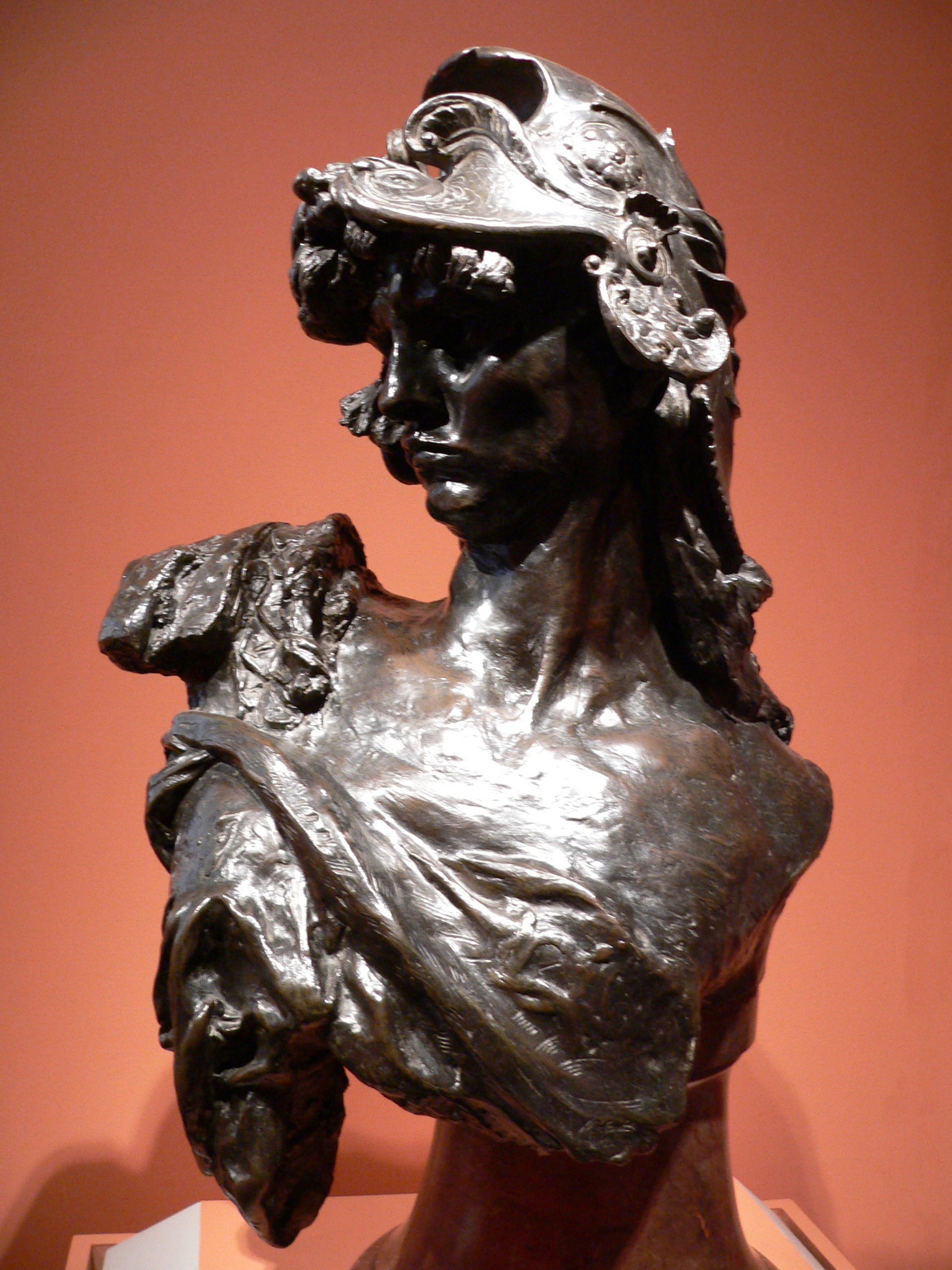
Auguste Rodin Bellonát ábrázoló szobra

Bellona a harc istennője az ókori római vallásban. Mars nővére (a mítosz más változatai szerint felesége, esetleg leánya) volt. Olykor Duellonának is hívták. Szentélye Róma mellett, a Mars-mezőn állt, itt fogadták az idegen országok követeit, illetve a csatákból győztesen visszatérő hadvezéreket. Minden bizonnyal szabin eredetű istenség. A római köztársaság vége felé honosodott meg a birodalomban egy hasonnevű, Ázsiából származó hadistennő kultusza Rómában, akinek papjai arról voltak nevezetesek, hogy eksztatikus tánc közben sebeket ejtettek magukon.